# Arcade (film)
Arcade (în engleză Arcade) este un film B SF de groază regizat de Albert Pyun după un scenariu de David S. Goyer bazat pe o povestire de  Charles Band. În rolurile principale au interpretat actorii Megan Ward, Peter Billingsley, John de Lancie, Sharon Farrell, Seth Green, A. J. Langer și Bryan Dattilo.
A fost produs de studiourile Full Moon Entertainment și a avut premiera la 20 iulie 1993 în Germania, fiind distribuit de Full Moon Entertainment și Paramount Pictures. Coloana sonoră a fost compusă de Alan Howarth. 

## Rezumat
Alex Manning (Megan Ward) este un adolescent din suburbii care are mai multe probleme. Mama sa s-a sinucis, iar consilierul școlii simte că ea nu s-a descurcat cum trebuie cu sentimentele sale. Manning și prietenii ei decid să viziteze localul de jocuri video video arcade cunoscut sub numele de Infernul lui Dante, unde un nou joc arcade de realitate virtuală denumit chiar „Arcade” este testat pe piață de către președintele unei companii de calculatoare care este mai mult decât dispus să distribuie gratuit versiuni de consolă ale jocului pentru acasă și să promoveze jocul, ca și cum funcția sa ar depinde de asta, și de fapt așa li este.
Cu toate acestea, devine curând clar că adolescenții care joacă jocul și pierd sunt închiși în lumea realității virtuale de către răufăcătorul principal: Arcade. Se pare că Arcade a fost odată un băiețel care a fost bătut până la moarte de mama sa, iar compania de calculatoare a considerat că ar fi o idee bună să folosească unele dintre celulele creierului băiatului pentru a face răufăcătorul jocului mai realist. În schimb, a făcut ca jocul să fie mortal. Programatorul jocului știa că va exista o problemă cu acest lucru și chiar a încercat, dar nu a reușit, să convingă compania de calculatoare, Vertigo/Tronics, să oprească lansarea jocului din cauza deciziei neortodoxe a companiei de a utiliza celulele creierului uman în dezvoltarea jocului.
Nick și Alex solicită ajutorul programatorului jocului și se îndreaptă spre sala de jocuri video arcade pentru o confruntare finală cu Arcade și lumea sa mortală virtuală. În timp ce Alex reușește să-și elibereze prietenii dintr-o închisoare virtuală, ea a ajuns și să-l elibereze pe băiețelul cel rău, care râde de Alex în momentele finale ale filmului.
Cu toate acestea, în versiunea originală CGI, filmul se încheie cu o notă oarecum mai fericită, cu Alex, prietenii ei și Albert (programatorul) pur și simplu îndepărtându-se de Infernul lui Dante, cu sufletul donatorului aparent lăsat să se odihnească în pace.

## Distribuție
Au interpretat actorii: 
| Actor             | Rol                   |
| ----------------- | --------------------- |
| Megan Ward        | Alex Manning          |
| Peter Billingsley | Nick                  |
| John de Lancie    | Difford               |
| Sharon Farrell    | Alex's Mom            |
| Seth Green        | Stilts                |
| A.J. Langer       | Laurie                |
| Bryan Dattilo     | Greg                  |
| Brandon Rane      | Benz                  |
| Sean Bagley       | Lab Assistant         |
| B.J. Barie        | DeLoache              |
| Humberto Ortiz    | Boy                   |
| Norbert Weisser   | Albert                |
| Don Stark         | Finster               |
| Dorothy Dells     | Mrs. Weaver           |
| Todd Starks       | Burt Manning          |
| Alexandria Byrne  | Kid at Arcade Parlour |

### Filme asemănătoare
- Brainscan
- The Dungeonmaster sau Ragewar
- Tron
- Johnny Mnemonic
- Omul care tunde iarba